# L'Eclosió
L'Eclosió és una escultura de Miquel Blay, la qual està feta de marbre, tot i que també hi ha exemplars en Pedra o Guix. Va ser exposada per primera vegada 1905 tallada en guix en el ''Salon de la Societé des Artistes Français'' a Paris. L'exemplar de marbre es troba en el Museu d'Art Modern del Casón del Buen Retiro, Madrid. També es pot trobar el cap sol de la noia com a fragment, la qual està feta també de marbre.

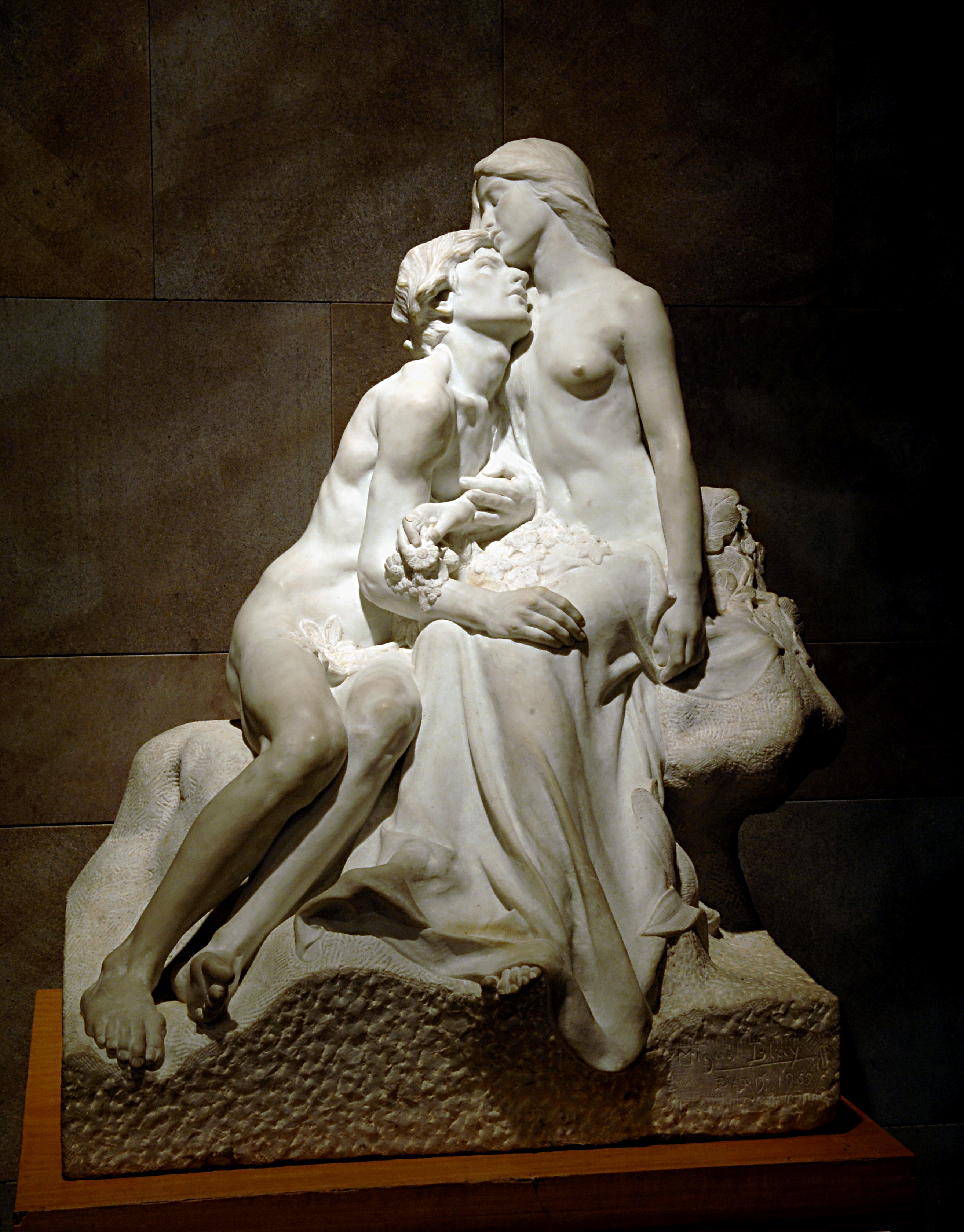
Artista: Miquel Blay i Fàbrega
Data creació: 1905
Període/Estil: Realisme e Idealisme
Material: Marbre, guix i pedra
Dimensions: 88x76x59, 168x156x128
Ubicació: Museu de la Garrotxa, Olot i Museo del Prado, Madrid

## Context històric de l'obra
Blay juntament amb la seva família traslladen el seu domicili particular cap a Neuilly sur Seine, al Boulevard Bineau, número 67. Aquesta nova adreça figura a les referències personals de l'artista del catàleg del Salon de 1905. Va ser durant aquesta etapa en que Miquel Blay esculpeix aquesta obra. L'Eclosió primerament va ser presentada en guix en el Salon de la Societé des Artistes Français al 1905, d'on va obtenir la Segona Medalla. Més tard, en el 1906, la va presentar, aquest cop en marbre, en el Saló parisenc. Finalment en 1907 va presentar-la a l'Exposició Internacional d'Art de Barcelona, en la qual va rebre el Diploma Excepcional.
També va ser exposada a l'Exposició Nacional de Belles Arts de 1908, d'on va obtenir la màxima condecoració, la Medalla d'Honor.
Davant l'èxit de l'obra va ser adquirida pel Museo de Arte Moderno de Madrid per la Real Orden al 22 de juliol de 1908.
Va ser una de les escultures que més atenció va rebre pels crítics durant L'Exposició Internacional a Buenos Aires al 1910, de la qual Miquel Blay va ser premiat amb el Gran Premi.
Degut a la importància de l'obra, participà en l'exposició més significativa de l'escultura espanyola del primer terç del segle xx, celebrada a Madrid al 1985.
El procés de modelatge de l'obra està totalment documentat a través de les fotos del seu estudi al 1904, i al 1905 va realitzar també a Paris una versió reduïda de marbre, de 88x76x59 cm. Molts suggereixen que l'obra va ser creada per la seva col·lecció personal, ja que va pertànyer a l'artista i els seus descendents fins al 1973, any en què va ser donada al Museu de la Garrotxa per Jaume Blay, fill major de l'artista.
Una versió a guix pintat en color de terracota i de mida real va ser donat al Museu de l'Empordà al 1948 juntament amb altres obres de Blay per la viuda de l'escriptor, Berthe Pichard.
Blay va reelaborar fragments de l'obra. Va fer versions del cap de la noia en guix, la qual es troba en el Museu de la Garrotxa amb el nom de Somni de dia i en marbre', la qual es diu Ensueño i es conserva en el Casino de Madrid, les dos són del 1905.
Desgraciadament l'estat de l'escultura es va veure danyat, ja que va ser exposada a l'exterior durant dècades en els Jardins de la Biblioteca Nacional, quan el Museo de Arte Moderno s' ubicava en aquest edifici. Això li va provocar greus seqüeles. Per tal d'evitar més danys l'any 1979 va ser traslladada a l'interior del Casón del Buen Retiro. L'obra va poder ser restaurada posteriorment pel grup Tekne al 2007. Finalment al 2015, amb motiu de l'exposició "Solidez y Belleza. Miguel Blay en el Museo del Prado", Sonia Tortajada va acabar de fer-li una neteja i una reintegració cromàtica i no se li va aplicar cap protecció donat que actualment es conserva a l'interior del Museo del Prado.

## Tema
Un noi i una noia nus estan abraçats amb una expressió de serenitat. El noi és a la banda dreta i es recolza a la noia com acostant-s'hi per besar-la, i ella té una tela sobre les cames i sosté un ram de flors. Té una certa vinculació amb la faula de Dafnis i Cloe en el descobriment de l'amor i la sexualitat en un ambient bucòlic. Però sobretot està relacionat amb la iconografia de Paolo i Francesca, que va tenir molt d'èxit a la pintura decimonònica, on la figura masculina es mostra interessada per la bellesa de la noia, i no per protegir-la. En aquesta obra, l'escultor s'allunya de la sexualitat i la passió, per apropar-se a una escena amb una expressió menys explícita.

## Descripció
L'escultura està feta de marbre polit i té unes grans dimensions (168 x 156 x 128), i es pot veure des de molts punts de vista.
Ens mostra dues persones, un noi i una noia adolescents, parella, asseguts nus en una pedra. El noi sembla buscar la noia per besar-la, i la noia es mostra molt afectuosa amb el noi. A les diferents versions es veu la mateixa serenitat, i aquesta composició tan digna esdevé quasi immaterial. Els nus de Blay es caracteritzen per un grau de puresa i castedat, que expressen espiritualitat i poesia.
La noia té el cabell llarg, les cames cobertes per una tela i una mirada molt calmada. Està inclinada cap al noi, que la vol besar, com si volgués acariciar. El noi està inclinat i té les cames ajuntades, i mostra molta amabilitat amb la noia i vol besar-la. Es veu un modelat exquisit, molt líric i elegant, i una plasmació de tensió entre el cos i el peu del noi.

## Composició
L'estructura de l'escultura està formada per una base en forma de rectangle amb una pedra irregular on estan asseguts el personatges. Els caps dels personatges representen la punta del triangle. El cos inclinat del noi representa la diagonal del triangle que s' uneix amb el cap de la noia. El braç inclinat de la noia representa l'altre diagonal del triangle.
Les línies no són rectes, només el que representa la base de l'escultura, i les altres són línies diagonals del cap de la noia. Les més inclinades són les del cos del noi, per representar el seu apropament cap a la noia.

## Estil
La versió en marbre pertany a l' època entre el realisme i l'idealisme, en representar a dues persones de la manera més realista possible mostrant molts detalls, però al mateix temps darrere de l'obra es busca una expressió d'una idea, en aquest cas l'eclosió de sentiments entre dos amants joves que acaben de descobrir una nova dimensió amorosa.

## Exposicions
- Salon de la Societé des Artistes Français, París, 1905 (Segona Medalla).
- Salon de la Societé des Aristes Français, París, 1906 (Marbre).
- V Exposición Internacional de Bellas Artes, Barcelona, 1907, Sala Centre Artístic de Sant Lluc.
- Exposición General de Bellas Artes e Industrias Artísticas, Madrid, 1908 (Medalla d' Honor).
- Exposición Internacional de Arte del Centenario, Buenos Aires, 1910 (Gran Premi).
- Exposición Homenaje en Memória de Miguel Blay, Madrid, Académia de Bellas Artes de San Fernando, maig de 1942.
- Exposición Escultura Española 1900- 1936, Madrid, maig 1985.